# 油小路事件
油小路事件是發生在日本慶應三年（1867年）的一個暗殺事件，發生地點在京都的油小路通（位於今京都市下京區），所以史稱「油小路事件」。當時御陵衛士盟主伊東甲子太郎被新選組暗殺後，新選組將他的遺體放置於和油小路通的交叉口並埋伏在四周，待御陵衛士聞訊前來收屍時予以一網打盡，這是新選組最後一次的內部鬥爭事件 。

## 事件經過
慶應三年（1867年）三月，懷有勤皇思想的新選組參謀伊東甲子太郎，跟同志之士組成御陵衛士（高臺寺黨），脫離新選組。伊東表面是為守護天皇御所與孝明天皇陵墓，但實質上是為脫離新選組並實現自己的勤皇思想。同年11月大政奉還後，伊東設計要暗殺新選組局長近藤勇，新選組因此於十一月十八日（1867年12月13日）在油小路通的本光寺附近刺殺了伊東。
之後，近藤為將其餘御陵衛士引出，將伊東的屍體放至與油小路通的十字路口並埋伏在四周，御陵衛士為了幫伊東收屍而前往，到場的御陵衛士有七人分別是篠原泰之進、藤堂平助、加納道之助、鈴木三樹三郎、毛內有之助、富山彌兵衛、服部武雄，雙方展開激戰，戰鬥中藤堂、服部及毛內三人戰死，其餘四人逃出。御陵衛士因而解散，史稱「油小路事件」。

## 外部連結
- 新選組SHINSENGUMI 網頁 （页面存档备份，存于）